# مقصر (ثمود)
'

تعديل مصدري - تعديل

مقصر هي إحدى قرى عزلة ثمود بمديرية ثمود التابعة لمحافظة حضرموت، بلغ تعداد سكانها 365 نسمة حسب تعداد اليمن لعام 2004.